# Kivik (stanowisko archeologiczne)

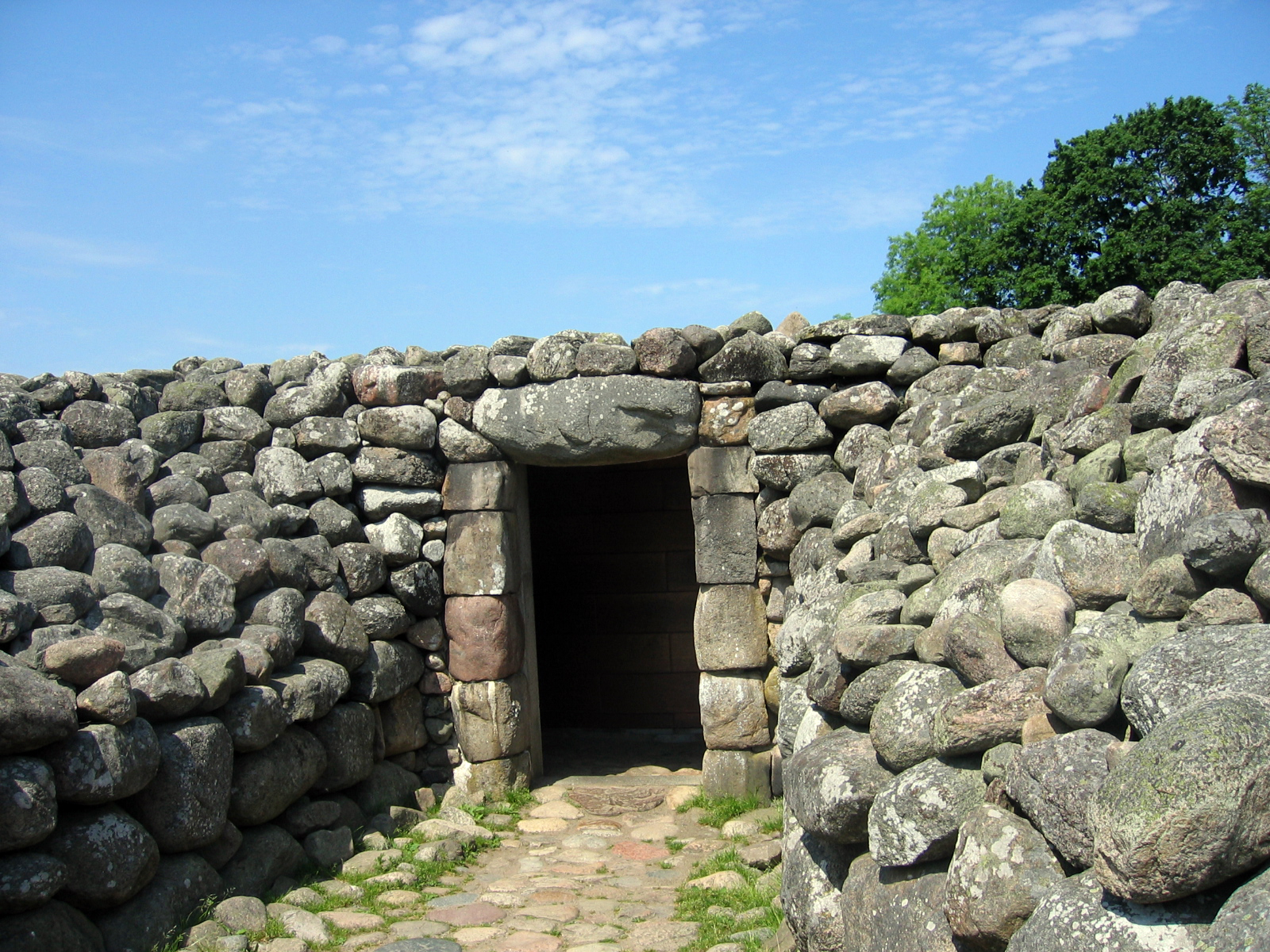
Wejście do komory grobowej

Kungagraven i Kivik – stanowisko archeologiczne w Szwecji, położone w Kivik we wschodniej części prowincji historycznej (landskap) Skania.
W 1748 roku odkryto tam kurhan z epoki brązu. Pod nasypem kurhanu o średnicy 75 m znajdowała się podłużna komora grobowa o wymiarach 4,4 × 0,9 m wzniesiona z płyt kamiennych, z których osiem jest pokrytych rytami. Ryty przedstawiają scenę ofiarną z muzykantami grającymi na lurach, procesje, rydwany z zaprzęgiem, koła z wpisanym krzyżem (symbol słońca), zwierzęta, łodzie, topory bojowe. W komorze grobowej nie znaleziono żadnych szczątków ludzkich, ani darów grobowych. Przypuszcza się, że kurhan z Kivik został obrabowany, najprawdopodobniej w niedługim czasie po jego usypaniu.